# Olympische Sommerspiele 2004/Teilnehmer (Serbien und Montenegro)
| Gelbes Symbol für Goldmedaillen mit stilisierten Olympischen Ringen | Graues Symbol für Silbermedaillen mit stilisierten Olympischen Ringen | Braundes Symbol für Bronzemedaillen mit stilisierten Olympischen Ringen |
| ------------------------------------------------------------------- | --------------------------------------------------------------------- | ----------------------------------------------------------------------- |
| —                                                                   | 2                                                                     | —                                                                       |

Serbien und Montenegro nahm bei den Olympischen Sommerspielen in der griechischen Hauptstadt Athen mit 87 Sportlern, 7 Frauen und 80 Männern, teil.
Es war die erste und einzige Teilnahme eines Teams aus Serbien und Montenegro bei Olympischen Sommerspielen.

## Flaggenträger
Der Basketballer Dejan Bodiroga trug die Flagge von Serbien und Montenegro während der Eröffnungsfeier im Olympiastadion.

## Medaillen
Mit zwei gewonnenen Silbermedaillen belegte das Team Platz 61 im Medaillenspiegel.

## Teilnehmer nach Sportarten

### Basketball
Männer:
- Vule Avdalović, Miloš Vujanić, Dejan Bodiroga, Igor Rakocević, Vlado Scepanović, Saša Pavlović, Vladimir Radmanović, Predrag Drobnjak, Nenad Krstić, Đuro Ostojić, Petar Popović, Dejan Tomašević

### Fußball
Männer:
- Aleksandar Čanović, Nikola Milojević, Milan Biševac, Đorđe Jokić, Marko Baša,  Branko Lazarević, Marko Lomić, Bojan Neziri, Milan Stepanov, Miloš Krasić, Goran Lovre,  Igor Matić, Dejan Milovanović, Branimir Petrović, Simon Vukčević, Andrija Delibašić,  Nikola Nikezić, Srđan Radonjić

### Judo
- Miloš Mijalković
Bis 66 kg, Männer

### Kanu
- Ognjen Filipović
K-2 500 m, Männer
K-2 1000 m, Männer
- Dragan Zorić
K-2 500 m, Männer
K-2 1000 m, Männer

### Leichtathletik
- Nenad Loncar
110 m Hürden, Männer
- Predrag Filipović
20 km Gehen, Männer
- Aleksandar Raković
50 km Gehen, Männer
- Dragutin Topić
Hochsprung, Männer
- Dragan Perić
Kugelstoßen, Männer
- Olivera Jevtić
Marathon, Frauen
- Dragana Tomašević
Diskuswurf, Frauen

### Radsport
- Ivan Stević
Straßenrennen, Männer

### Ringen
- Davor Štefanek
Griechisch-römisch, 60 kg, Männer

### Rudern
- Nikola Stojić
Zweier, Männer
- Mladen Stegić
Zweier, Männer
- Veljko Urošević
Vierer ohne, Männer
- Nenad Babović
Vierer ohne, Männer
- Goran Nedeljković
Vierer ohne, Männer
- Miloš Tomić
Vierer ohne, Männer

### Schießen
- Stevan Pletikošić
50 m Gewehr drei Positionen, Männer
50 m Gewehr liegend, Männer
10 m Luftgewehr, Männer
- Andrija Zlatić
50 m Pistole, Männer
10 m Luftpistole
- Jasna Šekarić
25 m Pistole, Frauen
10 m Luftpistole (Silber)

### Schwimmen
- Milorad Čavić
50 m Freistil, Männer
100 m Freistil, Männer
100 m Schmetterling, Männer
- Igor Erhartić
200 m Freistil, Männer
- Igor Beretić
100 m Rücken, Männer
- Mladen Tepavčević
100 m Brust, Männer
- Vladan Marković
200 m Schmetterling
- Miroslava Najdanovski
50 m Freistil, Frauen
- Marina Kuč
100 m Brust, Frauen
200 m Brust, Frauen

### Tennis
- Jelena Janković
Einzel, Frauen

### Tischtennis
- Slobodon Grujić
Einzel, Männer
Doppel, Männer
- Aleksandar Karakašević
Einzel, Männer
Doppel, Männer
- Silvija Erdelji
Frauen, Einzel

### Volleyball
Männer:
- Vladan Đorđević, Andrija Gerić, Nikola Grbić, Vladimir Grbić, Ivan Ilić, Milan Marković, Đula Mešter, Vasa Mijić, Ivan Miljković, Aleksandar Mitrović, Milan Vasić, Goran Vujević

### Wasserball
Männer:
- Nikola Kuljača, Denis Šefik, Predrag Jokić, Dejan Savić, Vladimir Vujašinović, Aleksandar Ćirić, Danilo Ikodinović, Vladimir Gojković, Aleksandar Šapić, Petar Trbojević, Vanja Udovičić, Viktor Jelenić, Slobodan Nikić